# Ronnie Flippo
Ronnie Gene Flippo, född 15 augusti 1937 i Florence i Alabama, är en amerikansk politiker (demokrat). Han var ledamot av USA:s representanthus 1977–1991.
Flippo efterträdde 1977 Robert E. Jones som kongressledamot och efterträddes 1991 av Robert E. Cramer.